# Bombardovanje Pule u Drugom svetskom ratu
Bombardovanje Pule u Drugom svetskom ratu trajalo je od januara 1944. do marta 1945. godine. Iako su ratna razaranja pretrpeli i ostali gradovi, savezničko bombardovanje Pule može se uporediti s bombardovanjem Zadra koje je trajalo od novembra 1943. do oktobra 1944. godine. Glavni razlog savezničkog bombardovanja Pule bio je strateški položaj grada kao i velika ratna luka koja se nalazila u to vreme pod nemačkom vojnom upravom. U svojoj 3000 godina dugoj istoriji Pula nikad pre nije doživela ovakvo razaranje koje je kasnije dovelo do potpuno izmenjenog izgleda grada.

## Položaj Pule pre Drugog svetskog rata
Pula je kraj Prvog svetskog rata dočekala u sastavu Austro-Ugarske Monarhije koja je započela svoj raspad. Sva slavenska područja okupila su se u Državu Slovenaca, Hrvata i Srba. Ova je država obuhvatala delove današnjih država Italije, Slovenije, Hrvatske, Bosne i Hercegovine, Crne Gore i Srbije. U Puli je krajem 1918. godine izvršena predaja austrougarske ratne mornarice novoosnovanoj Državi SHS. Usprkos svemu, italijanski diverzanti par dana nakon proglašenja Države SHS potopili su 1. novembra 1918. SMS Viribus Unitis, a s brodom na dno pulskog zaliva otišao je i njegov komandant Podkapelski.
U grad je ubrzo umarširala italijanska vojska koja je prema odredbama tajnog Londonskog ugovora htela dočekati pregovore u što boljem položaju. Pula je tako ostala pod italijanskom upravom sve do početka rata. Prisutno slovensko stanovništvo započelo je iseljavanje u Jugoslaviju ili u nove prekomorske krajeve. Stanovništvo koje je ostalo na području Istre proživelo je razdoblje prisilne italijanizacije kojom su se pokušala ukloniti sva neitalijanska obeležja na području Istre. Na područje Istre započelo je naseljavanje stanovništva iz matičnih italijanskih krajeva koji su uglavnom podupirali novu fašističku talijansku upravu.

## Od početka rata do prvog bombardovanja
Pula je rat dočekala pod italijanskom upravom. Iako je imao velike ratne kapacitete, grad nije pretrpeo nikakva razaranja uglavnom zbog napredovanja osovinskih sila svuda po Evropi. Savezničko napredovanje na području Apeninskog poluostrva dovelo je do pada Musolinija i kapitulacije Italije 8. septembra 1943. godine.
Nakon italijanske kapitulacije u Istri je usledio masovni narodni ustanak. Vrhunac tih događanja bila je odluka od 13. septembar 1943. kojom Okružni NOP-a za Istru, kao njen tadašnji predstavnik vlasti, izražava težnju i odlučnost istarskoga naroda da se Istra priključuje matici zemlji i proglašava ujedinjenje sa ostalim našim narodima.
Istru su 4. oktobar iste godine okupirali Nemci. Pula je tako nakon italijanske došla pod nemačku upravu. Vermaht je preuzeo sve zatečene ratne objekte u gradu. Ubrzo nakon toga, a naročito savezničkim napredovanjem u ostalim delovima Evrope započela su nepovoljna vremena za Pulu.

## Vazdušni udari na Pulu i posledice bombardovanja
Samo tri meseca nakon nemačke okupacije usledilo je prvo savezničko bombardovanje grada 9. januara 1944. godine. Od tada pa sve do 15. marta 1945, kada je pogođen Avgustov hram, grad je više puta bio bombardovan od anglo-američkog vazduhoplovstva. Budući da su u Pulu dolazili prognanici iz Zadra i s ostalih delova Jadrana, u bombardovanjima su uglavnom ginuli civili. Saveznici su bombardovali i samo istorijsko jezgro Pule, oštetivši mnoge istorijske spomenike.
Budući da je Pula bila jedan od najvažnijih podmorničkih centara na Jadranu, u prvom talasu bombardovanja grada 9. januara 1944. stradala je nekadašnja podmornica italijanske ratne mornarice Nautilo klase Triton serije I. Kasnije je ova podmornica izvučena, rekonstruisana i preimenovana u U-802 Sava koja se nalazila u sastavu JRM-a.
U više od godinu dana bombardovanja stanovništvo je koristilo brojna skloništa koja su izgradile vojske tokom svog boravka u Puli. Brojni austrougarski podzemni tuneli koji i danas presecaju Pulu bili su idealno skrovište ne samo za stanovništvo već i za ratnu opremu koja se nalazila u pulskom arsenalu. Najvažnije mašine iz arsenala uneseni su u tunele koji prolaze ispod Monte Zara, a čijih se desetak ulaza nalazi uz današnju Arsenalsku ulicu. Onde su mašine položene na posebne nosače ugrađene na zidovima tunela.
Savezničkim bombardovanjem porušen je zapadni deo starog grada koji je predstavljao tipičnu mediteransku urbanističku strukturu. Iako su temelji znatno porušenih kuća ostali sačuvani, odlučeno je ukloniti sve ruševine na potezu od Foruma do kapele sv. Marije Formoze. Uklonjeno je ukupno 120 zdanja među kojima se nalazio i niz manje oštećenih i neoštećenih zgrada. Time je zauvek nestao deo grada, vredna istorijska urbana struktura koja je, umesto obnove, zamenjena velikim ozelenjenim površinama, netipičnim za mediteranske istorijske sredine. Danas se na ovom prostoru nalazi Park grada Graza s prikazanima arheološkim iskopinama.
Početkom 1944. godine anglo-američko vazduhoplovstvo je tokom bombardovanja Pule razorilo zgradu Hidrografskog instituta smeštenom na vrhu brda Monte Zaro. Delimično je ostao sačuvan samo deo gde se nalazila Zvjezdarnica, u kojemu je nakon delimične obnove 1947/48. godine smeštena meteorološka stanica ratne mornarice. Nakon uklonjenih ostataka ruševina na ovom je mestu kasnije sagrađen dečji vrtić.
Od antičkih istorijskih spomenika najviše je stradao Avgustov hram koji je gotovo u celosti porušen. Ako bi se malo bolje zagledalo moglo bi još uvek da se vide obnovljeni zapadni zidovi, kao i delovi stubova na hramu. Takođe je porušena i zgrada koja se nalazila na zapadnoj strani hrama, a umesto koje se danas nalazi park sa spomenikom Ruži Petrović.
Par meseci nakon oštećenja Avgustova hrama, Pula je oslobođena 5. maja 1945. godine.

## Literatura
- Raul Marsetić, I bombardamenti alleati su Pola 1944 - 1945, 2004.